# Piotr Kantor
Piotr Kantor (Sosnowiec, 3 mei 1992) is een Pools beachvolleyballer. Met Bartosz Łosiak won hij meerdere Europese en wereldtitels bij de junioren, alsook een bronzen medaille bij de Europese kampioenschappen. Daarnaast nam hij deel aan twee Olympische Spelen.

## Carrière

### 2009 tot en met 2016
Kantor speelde gedurende het merendeel van sportieve carrière met Bartosz Łosiak. Het duo werd in 2009 Europees kampioen onder 18 in Espinho en eindigde als negende bij de wereldkampioenschappen onder 19 in Alanya. Daarnaast debuteerden ze in de FIVB World Tour met deelname aan twee toernooien in eigen land. Het jaar daarop deden ze mee aan drie toernooien in de mondiale competitie en wonnen ze zowel de Europese titel onder 20 in Catania als de wereldtitel onder 19 in Porto. Een jaar later prolongeerden ze hun Europese titel onder 20 in Tel Aviv en eindigden ze als tweede bij de WK onder 21 in Halifax. In de World Tour kwamen ze tot een zeventiende plaats in Den Haag. In 2012 namen Łosiak en Kantor deel aan zes FIVB-toernooien met een negende plaats in Stare Jabłonki als beste resultaat. Bij de EK onder 23 in Assen werd het tweetal tweede en in Halifax won het de wereldtitel onder 21.
Het daaropvolgende seizoen behaalden ze zowel de Europese titel onder 22 in Varna als de wereldtitel onder 23 in Mysłowice. In de internationale competitie kwamen ze bij zeven toernooien tot een vijfde (São Paulo) en drie negende plaatsen (Den Haag, Gstaad en Berlijn). Daarnaast deden Kantor en Łosiak mee aan de WK in eigen land. Het duo ging als groepswinnaar door naar de zestiende finale, waar het werd uitgeschakeld door de Canadezen Ben Saxton en Chaim Schalk. Bij de EK in Klagenfurt verloren ze in de achtste finale van Sebastian Dollinger en Stefan Windscheif uit Duitsland. In 2014 waren Kantor en Łosiak actief op acht toernooien in de World Tour met een derde plaats in São Paulo als beste resultaat.
Het jaar daarop speelden ze zestien wedstrijden in het internationale beachvolleybalcircuit. Ze kwamen daarbij tot een tweede plaats in Stavanger en vijfde plaatsen in Olsztyn, Rio de Janeiro, Xiamen en Antalya. Bij de EK in Klagenfurt bereikten ze de kwartfinale, die verloren ging tegen de Nederlanders Alexander Brouwer en Robert Meeuwsen. In 2016 namen Kantor en Łosiak deel aan twaalf FIVB-toernooien. Ze behaalden een overwinning in Rio en derde plaatsen in Kish, Doha en Moskou. In Maceió en Long Beach werden ze vijfde, net als bij de World Tour Finals in Toronto. Bij de EK in Biel/Bienne strandde het duo in de achtste finale en bij de Olympische Spelen in Rio was de tussenronde tegen het Italiaanse tweetal Daniele Lupo en Paolo Nicolai het eindstation.

### 2017 tot heden
Het seizoen daarop bereikten Kantor en Łosiak de kwartfinale bij de WK in Wenen; daar werden ze uitgeschakeld door het Oostenrijkse duo Clemens Doppler en Alexander Horst. Bij de EK in Jurmala verloren ze in de achtste finale van de Letten Aleksandrs Samoilovs en Jānis Šmēdiņš. In de World Tour kwamen ze bij zes reguliere toernooien tot drie tweede plaatsen (Kish, Rio en Gstaad). Ze sloten het seizoen af met een vierde plaats bij de World Tour Finals in Hamburg. In 2018 nam het tweetal deel aan elf mondiale toernooien. Ze boekten een overwinning in Warschau, werden tweede in Den Haag en Ostrava en eindigden als derde in Itapema en bij de seizoensfinale in Hamburg. Daarnaast behaalden ze een vierde (Xiamen) en twee vijfde plaatsen (Fort Lauderdale en Doha). Bij de EK in Nederland strandden Kantor en Łosiak in de achtste finale tegen het Nederlandse duo Christiaan Varenhorst en Jasper Bouter. In 2019 kwam het duo bij acht reguliere toernooien in de World Tour tot een vierde (Itapema) en drie vijfde plaatsen (Den Haag, Doha en Gstaad). Bij de WK in Hamburg werden ze in de zestiende finale uitgeschakeld door de Russen Konstantin Semjonov en Ilja Lesjoekov. Bij de EK in Moskou bereikten ze de halve finale die verloren werd van de latere kampioenen Anders Mol en Christian Sørum. De wedstrijd op het brons moesten ze aan zich voorbij laten gaan vanwege een blessure. Bij het olymisch kwalificatietoernooi in Haiyang eindigden ze als vijfde. Daarnaast werd Kantor negende bij het toernooi van Warschau met Mariusz Prudel. 

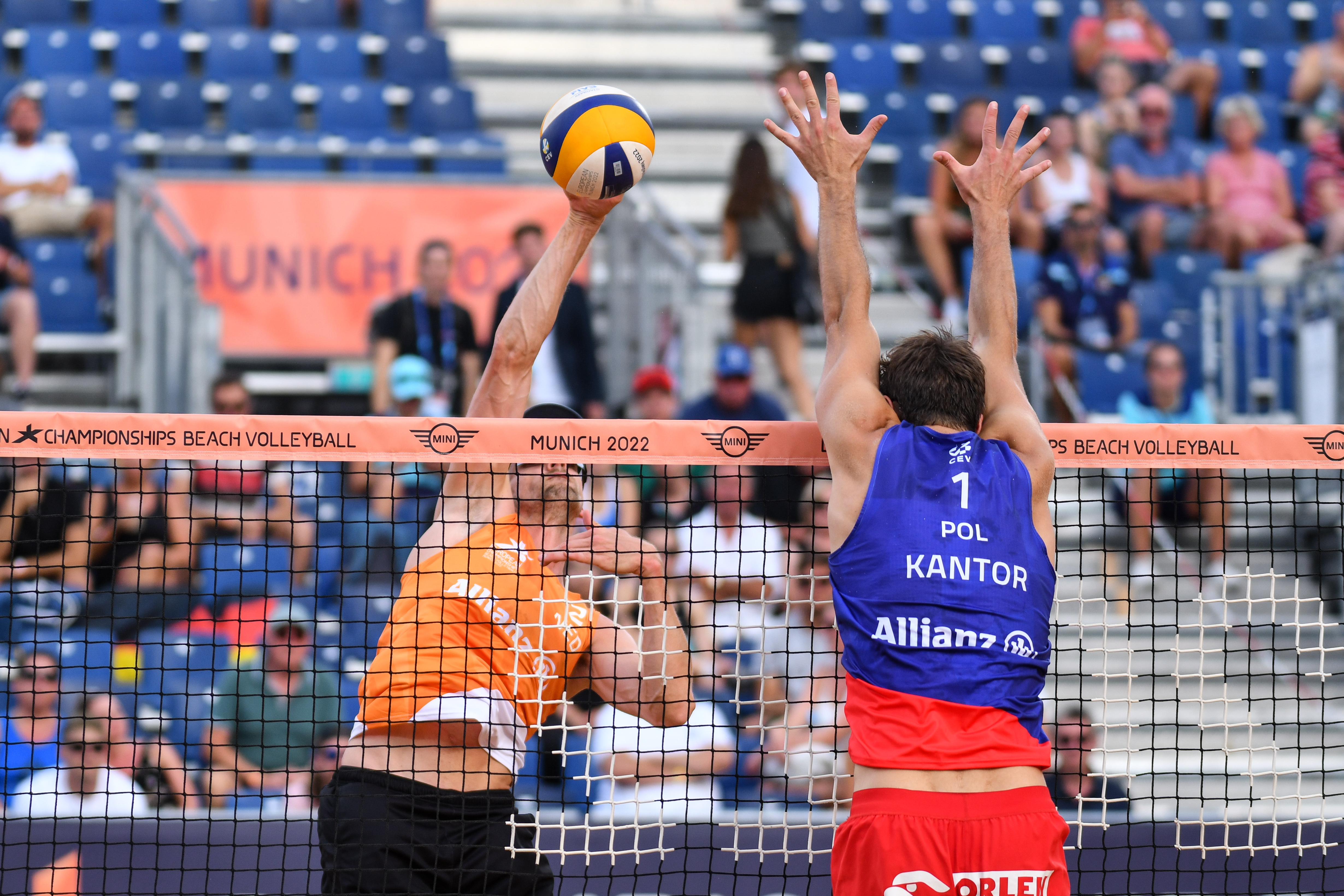
Kantor (rechts) in actie aan het net tegen Meeuwsen bij de EK in München (2022)

Het jaar daarop speelden Kantor en Łosiak drie wedstrijden in de nationale competitie en behaalden ze een gedeelde vijfde plaats bij de EK in Jurmala nadat ze in de kwartfinale werden uitgeschakeld door Lupo en Nicolai. In 2021 nam het tweetal in aanloop naar de Spelen deel aan zeven internationale toernooien met een overwinning in Sotsji als beste resultaat. Bij het olympisch beachvolleybaltoernooi verloren ze in de tussenronde van Pablo Herrera en Adrián Gavira uit Spanje. Bij de EK in Wenen wonnen Kantor en Łosiak vervolgens de bronzen medaille ten koste van Brouwer en Meeuwsen. Het daaropvolgende seizoen wisselde Kantor van partner naar Maciej Rudol. In de Beach Pro Tour – de opvolger van de World Tour – kwamen ze bij zes toernooien tot een vierde (Espinho) en een vijfde plaats (Kuşadası). Bij de WK in Rome bereikten ze de achtste finale die verloren werd van het Amerikaanse tweetal Chaim Schalk en Theodore Brunner. Bij de EK in München verloren ze in de achtste finale van de Tsjechen Ondřej Perušič en David Schweiner.

## Palmares
Kampioenschappen
- 2009:  EK U18
- 2010:  EK U20
- 2010:  WK U19
- 2011:  EK U20
- 2011:  WK U21
- 2012:  EK U23
- 2012:  WK U21
- 2013:  WK U23
- 2013:  EK U22
- 2017: 5e WK
- 2021:  EK
- 2022: 9e WK

FIVB World Tour
- 2014:  Grand Slam São Paulo
- 2015:  Stavanger Major
- 2016:  Kish Open
- 2016:  Grand Slam Rio de Janeiro
- 2016:  Doha Open
- 2016:  Grand Slam Moskou
- 2017:  3* Kish
- 2017:  4* Rio de Janeiro
- 2017:  5* Gstaad
- 2018:  4* Den Haag
- 2018:  4* Itapema
- 2018:  4* Ostrava
- 2018:  4* Warschau
- 2018:  World Tour Finals Hamburg
- 2021:  4* Sotsji